# Pont de la rue des Orteaux
Le pont de la rue des Orteaux est un pont ferroviaire de Paris, en France, utilisé par l'ancienne ligne de Petite Ceinture.

## Situation
Le pont franchit la rue des Orteaux, dans l'est du 20e arrondissement de Paris, à proximité de la porte de Saint-Mandé. À cet endroit, l'ancienne ligne de Petite Ceinture passe au travers des îlots d'habitation sur un remblai légèrement plus haut que le sol. Le franchit la voie de circulation entre les numéros 73 et 76 sur le côté nord et 68 et 70 sur le côté sud, entre ses intersections avec la rue des Maraîchers à l'ouest, et avec les rues Courat et du Clos à l'est.

## Caractéristiques
Il s'agit d'un pont métallique rectiligne s'appuyant de chaque côté sur deux culées. Le pont présente un mince tablier d'environ 40 m de long pour 10 m de large et muni de chaque côté d'un garde-corps à barreaudage vertical. Il s'appuie sur une rangée de quatre colonnes de fonte.

## Historique
Le pont actuel date des années 1886-1889.
La ligne de Petite Ceinture est mise hors service en 1934 et le pont ne connait à partir de cette date qu'une circulation ferroviaire sporadique.